# Lord Lambourne

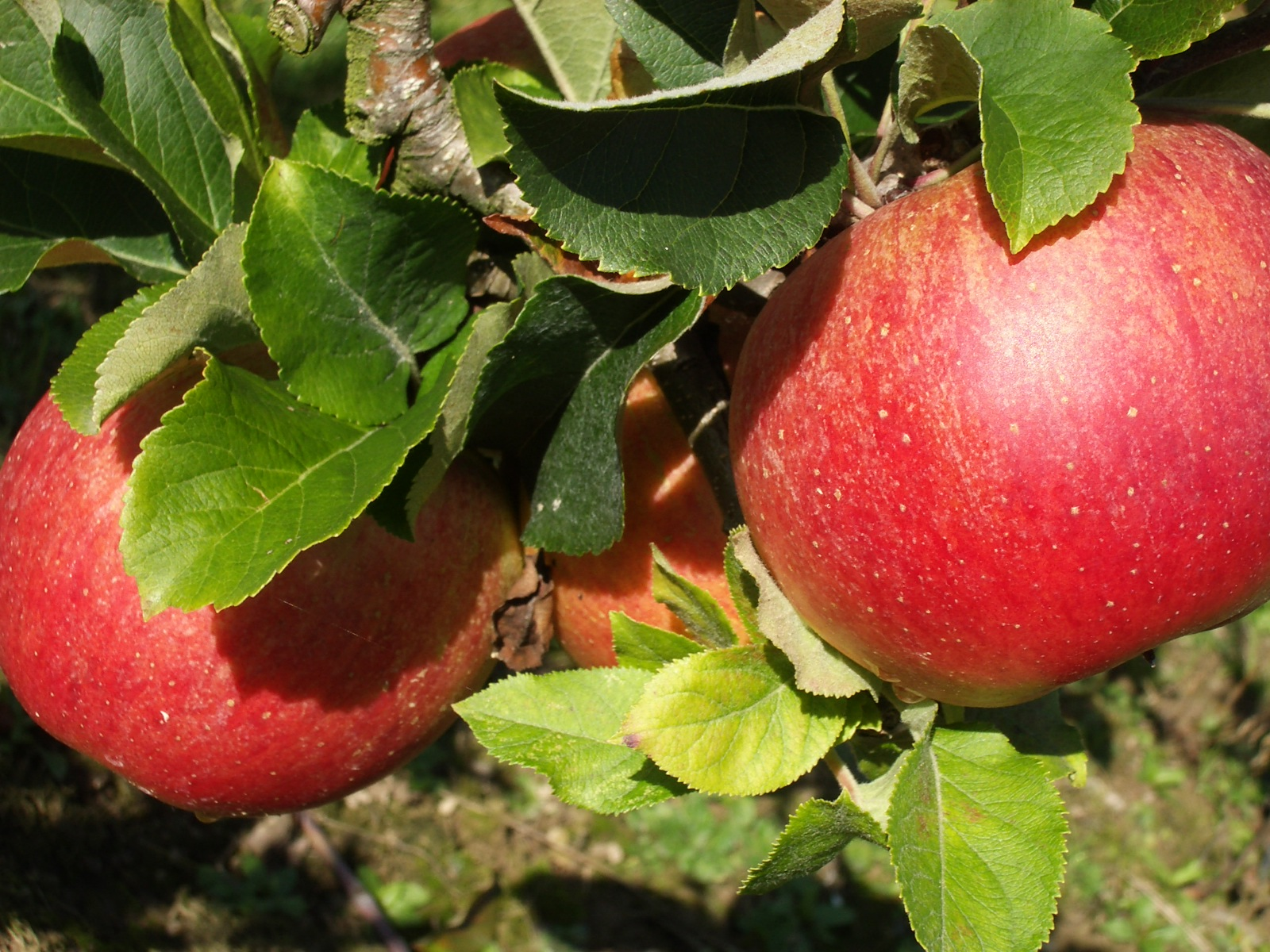
Lord Lambourne.

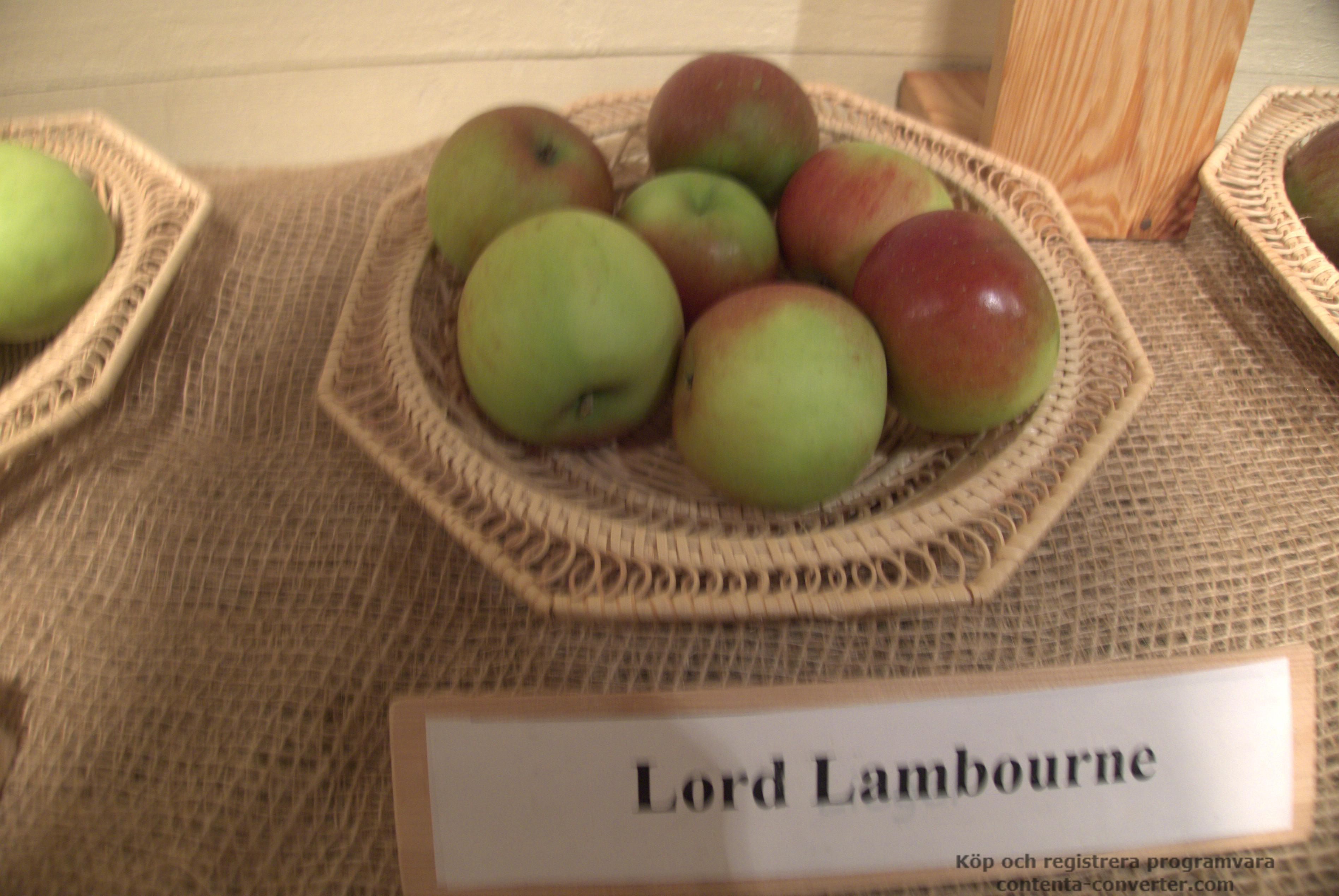
Lord Lambourne

Lord Lambourne är en äppelsort, från en plantskola i Bedford (England), och är resultatet av en korsning mellan James Grieve och Worcester Parmän, korsningen gjordes 1907. Smaken på detta äpple är saftig, söt, och en aning syrlig. Lord Lambourne passar som ätäpple och i köket, till exempelvis äppelkakor. Äpplet plockas senast i oktober och håller till december. Blomningen på detta äpple är en aning sen, och äpplet pollineras av bland andra Cortland, Cox Orange, Ingrid Marie, James Grieve och Linda. I Sverige odlas äpplet gynnsammast i zon I. Kan lagras i kylrum till februari. Bör odlas på vildstam, då det stannar i växten på dvärgstam.